# Erna Solberg
Erna Solberg (phát âm tiếng Na Uy: [ˌæːɳɑ ˈsuːlˈbærɡ]; sinh 24 tháng 2 năm 1961) là chính trị gia người Na Uy, bà nhậm chức Thủ tướng Na Uy từ tháng 10 năm 2013 và Lãnh đạo Đảng Bảo thủ từ tháng 5 năm 2004.